# Estación de Berlangas de Roa
Berlangas de Roa fue un apeadero-cargadero ferroviario situado en el municipio español de Berlangas de Roa, en la provincia de Burgos. Las instalaciones pertenecían a la línea Valladolid-Ariza y tuvieron una corta actividad. 

## Historia
El apeadero-cargadero de Berlangas de Roa fue inaugurado en 1963, entrando en servicio bajo RENFE.
Su construcción no estuvo prevista originalmente durante la construcción de la línea Valladolid-Ariza, inaugurada en 1895. Las instalaciones dependían orgánicamente de la estación de Roa de Duero y contaban con una vía de apartadero que se desviaba de la vía general para acabar en una topera. También contaban con un edificio principal para pasajeros. En 1974 se desmontó el cambio que daba acceso al cargadero y desde entonces pasó a funcionar solo como apeadero sin contar con personal. La línea Valladolid-Ariza fue cerrada al servicio de pasajeros en 1985, siendo clausurada de forma definitiva en 1994. 
En la actualidad el antiguo recinto ha sido rehabilitado como residencia y merendero.